# Сенкевичівська селищна рада
Сенкевичівська се́лищна ра́да — адміністративно-територіальна одиниця та орган місцевого самоврядування в Горохівському районі Волинської області. Адміністративний центр — селище міського типу Сенкевичівка.

## Загальні відомості
Сенкевичівська селищна рада утворена в 1924 році.
- Територія ради: 2,341 км²
- Населення ради: 1282 особи (станом на 2015 рік)[1]

## Населені пункти
Селищній раді підпорядковані населені пункти:
- смт Сенкевичівка

## Склад ради
Рада складається з 12 депутатів та голови.
- Голова ради: Мазяр Юрій Святославович
- Секретар ради:

### Керівний склад попередніх скликань
| Прізвище, ім'я, по батькові | Основні відомості                                                | Дата обрання | Дата звільнення |
| --------------------------- | ---------------------------------------------------------------- | ------------ | --------------- |
| Редчук Василь Васильович    | Селищний голова, 1959 року народження, освіта вища               | 26.03.2006   | 31.10.2010      |
| Ющук Тамара Іванівна        | Селищний голова, 1968 року народження, освіта вища, позапартійна | 31.10.2010   | 25.10.2015      |
| Мазяр Юрій Святославович    | Селищний голова, 1979 року народження, освіта вища, безпартійний | 25.10.2015   |                 |

Примітка: таблиця складена за даними сайту Верховної Ради України та ЦВК

### Депутати VII скликання
За результатами місцевих виборів 2015 року депутатами ради стали:

#### За суб'єктами висування
| Суб'єкт висування                                          | Кількість обраних депутатів | %     |
| ---------------------------------------------------------- | --------------------------- | ----- |
| Самовисування                                              | 5                           | 41.67 |
| Аграрна партія України                                     | 3                           | 25.00 |
| Політична партія «Українське Об'єднання патріотів — УКРОП» | 2                           | 16.67 |
| Радикальна партія Олега Ляшка                              | 2                           | 16.67 |

#### За округами
| № округу | Прізвище, ім'я, по батькові    | Ким висунуто                                               | Дата нар.  | Освіта              | Партійна приналежність                                           | Відомості                                                          |
| -------- | ------------------------------ | ---------------------------------------------------------- | ---------- | ------------------- | ---------------------------------------------------------------- | ------------------------------------------------------------------ |
| 1        | Лук'янова Алла Володимирівна   | Самовисування                                              | 26.09.1967 | вища                | безпартійна                                                      | Сенкеви-чівська селищна рада, голов-ний бух- галтер                |
| 2        | Луценя Василь Васильович       | ПОЛІТИЧНА ПАРТІЯ «УКРАЇНСЬКЕ ОБ'ЄДНАННЯ ПАТРІОТІВ — УКРОП» | 02.09.1964 | загальна середня    | член ПОЛІТИЧНОЇ ПАРТІЇ «УКРАЇНСЬКЕ ОБ'ЄДНАННЯ ПАТРІОТІВ — УКРОП» | пенсіонер                                                          |
| 3        | Подмовська Галина Леонідівна   | Радикальна партія Олега Ляшка                              | 13.04.1973 | вища                | безпартійна                                                      | працівник першої категорії Горохівського терцентру                 |
| 4        | Мазяр Олександр Святославович  | Самовисування                                              | 19.09.1980 | вища                | безпартійний                                                     | Сенкевичівської ЗОШ-інтернат І-ІІІ, вчи-тель фізики та інформатики |
| 5        | Кость Тамара Володимирівна     | ПОЛІТИЧНА ПАРТІЯ «УКРАЇНСЬКЕ ОБ'ЄДНАННЯ ПАТРІОТІВ — УКРОП» | 25.04.1978 | вища                | безпартійна                                                      | Сенкевичівської ЗОШ-інтернат І-ІІІ ст., вихователь                 |
| 6        | Цимбалюк Людмила Олександрівна | Аграрна партія України                                     | 17.12.1972 | професійно-технічна | безпартійна                                                      | магазин, продавець                                                 |
| 7        | Потапов Андрій Олегович        | Самовисування                                              | 27.06.1979 | професійно-технічна | безпартійний                                                     | робітник Ківецівської дистанції колії Львівської залізниці         |
| 8        | Обозовський Петро Гнатович     | Аграрна партія України                                     | 12.11.1947 | професійно-технічна | безпартійний                                                     | фермер ФГ «Микола»                                                 |
| 9        | Шпік Оксана Олександрівна      | Самовисування                                              | 18.08.1978 | вища                | безпартійна                                                      | Прода-вець магазину «Рукавичка»                                    |
| 10       | Башук Людмила Євгенівна        | Радикальна партія Олега Ляшка                              | 21.12.1960 | професійно-технічна | член Радикальної партії Олега Ляшка                              | завідувачка ДНЗ «Джерельце»                                        |
| 11       | Липський Олександр Васильович  | Самовисування                                              | 21.07.1958 | вища                | член політичної партії Всеукраїнське об'єднання «Батьківщина»    | голова правління Сенкеви-чівського СТ                              |
| 12       | Самчик Валерій Ростиславович   | Аграрна партія України                                     | 20.12.1959 | професійно-технічна | безпартійний                                                     | Приват-ний підпри-ємець                                            |

### Депутати VI скликання
За результатами місцевих виборів 2010 року депутатами ради стали:

#### За суб'єктами висування
| Суб'єкт висування                 | Кількість обраних депутатів | %    |
| --------------------------------- | --------------------------- | ---- |
| Самовисування                     | 13                          | 81,3 |
| Народна партія                    | 2                           | 12,5 |
| Політична партія «Сильна Україна» | 1                           | 6,3  |

#### За округами
| № округу                          | Прізвище, ім'я, по батькові   | Дата визнання обраним | Освіта             | Партійна приналежність                  | Відомості про обраного депутата                                       |
| --------------------------------- | ----------------------------- | --------------------- | ------------------ | --------------------------------------- | --------------------------------------------------------------------- |
| Народна Партія                    |                               |                       |                    |                                         |                                                                       |
| 11                                | Башук Людмила Євгенівна       | 02.11.2010            | середня спеціальна | член Народної партії                    | дошкільний навчальний заклад «Джерельце», завідувачка                 |
| 14                                | Тимчишин Богдан Ярославович   | 02.11.2010            | вища               | член Народної партії                    | Сенкевичівська дільнична ветлікарня, завідувач                        |
| Політична партія «Сильна Україна» |                               |                       |                    |                                         |                                                                       |
| 2                                 | Стасюк Петро Федорович        | 02.11.2010            | середня спеціальна | член Політичної партії «Сильна Україна» | ВАТ «Волиньобленерго», виконроб Горохівської філії                    |
| Самовисування                     |                               |                       |                    |                                         |                                                                       |
| 1                                 | Лук'янов Віктор Созонович     | 02.11.2010            | середня спеціальна | позапартійний                           | підприємець                                                           |
| 3                                 | Мазяр Юрій Святославович      | 04.07.2011            | вища               | позапартійний                           | ЗОШ смт Сенкевичівка, вчитель фізики                                  |
| 4                                 | Чижук Валентина Ігорівна      | 02.11.2010            | вища               | позапартійна                            | Сенкевичівська загальноосвітня школа-інтернат І-ІІІ ст., директор     |
| 5                                 | Воронич Василь Васильович     | 02.11.2010            | вища               | член Української Народної Партії        | пенсіонер                                                             |
| 6                                 | Юзвик Надія Миколаївна        | 02.11.2010            | вища               | член Української Народної Партії        | Сенкевичівська амбулаторія, лікар                                     |
| 7                                 | Волошенюк Галина Сергіївна    | 02.11.2010            | вища               | позапартійна                            | Сенкевичівська селищна рада, секретар                                 |
| 8                                 | Назаркевич Богдан Миколайович | 02.11.2010            | вища               | позапартійний                           | ТзОВ «АКВА», директор                                                 |
| 9                                 | Шкамарда Світлана Степанівна  | 14.02.2011            | вища               | позапартійна                            | приватний підприємець                                                 |
| 10                                | Гриб Григорій Іванович        | 02.11.2010            | середня спеціальна | член Комуністичної партії України       | пенсіонер                                                             |
| 12                                | Коришко Євген Олександрович   | 02.11.2010            | середня спеціальна | позапартійний                           | ВАТ «Гнідавський цукровий завод», завідувач бурякоприймальним пунктом |
| 13                                | Лепський Олександр Васильович | 02.11.2010            | вища               | позапартійний                           | Сенкевичівське СТ, голова                                             |
| 15                                | Самчик Валерій Ростиславович  | 02.11.2010            | середня            | позапартійний                           | підприємець Шкамарда С. С., водій                                     |
| 16                                | Обозовський Петро Гнатович    | 02.11.2010            | середня спеціальна | член Народної партії                    | ВАТ"Горохівський цукровий завод", завідувач бурякоприймальним пунктом |